# Gabriel Womack
Gabriel Michael Womack (* 11. Januar 1982 in Missoula, Missoula County, Montana) ist ein US-amerikanischer Schauspieler.

## Leben
Gabriel wurde als Sohn von Robert und Leslie Womack auf einer Pferderanch in Montana geboren und wuchs auch dort auf. Als Kind lernte er Reiten und Schießen und arbeitete auf der Farm seiner Eltern als Cowboy. Sein Vater war später als Prediger und Geschichtslehrer an einer High School tätig. Seine Mutter ist Präsidentin einer Kreditgenossenschaft. Im Alter von 18 Jahren zog Gabriel Womack nach New York City, um das The New York Conservatory for Dramatic Arts zu besuchen. Er hat sich auf das Genre Comedy spezialisiert und verkörpert gerne Antagonisten.
Er debütierte 2004 als Schauspieler im Kurzfilm Blinding Goldfish und in einer Episode Law & Order: Special Victims Unit. 2006 übernahm er eine Hauptrolle im Splatterfilm Night of the Dead. Nach weiteren Rollen in diversen Kurzfilmen und der Mitwirkung in zwei Episoden der Fernsehserie Zeit der Sehnsucht folgte 2010 eine größere Rolle im Fernsehfilm Triassic Attack.

## Filmografie
- 2004: Blinding Goldfish (Kurzfilm)
- 2004: Law & Order: Special Victims Unit (Fernsehserie, Episode 6x01)
- 2006: Night of the Dead
- 2006: Breakdown (Kurzfilm)
- 2007: Solid Gold (Kurzfilm)
- 2007: Zeit der Sehnsucht (Fernsehserie, 2 Episoden)
- 2008: The Problem (Kurzfilm)
- 2008: Copperhead (Fernsehfilm)
- 2008: Hotel California
- 2009: Within
- 2010: White Wall
- 2010: Triassic Attack (Fernsehfilm)
- 2012: Nuclear Family (Fernsehfilm)
- 2016: Rizzoli & Isles (Fernsehserie, Episode 6x14)